# Binche-Chimay-Binche 2017
La Binche-Chimay-Binche 2017, nota anche come Mémorial Frank Vandenbroucke, ventunesima edizione della corsa, valida come evento dell'UCI Europe Tour 2017 categoria 1.1, si svolse il 3 ottobre 2017 per un percorso di 195,2 km, con partenza ed arrivo a Binche, in Belgio. Fu vinta dal belga Jasper De Buyst, al traguardo in 4h11'23" alla media di 46,59 km/h, precedendo l'italiano Matteo Trentin, arrivato secondo, e l'altro belga Tom Devriendt, piazzatosi terzo.
Dei 161 ciclisti iscritti furono in 158 a partire e in 74 a completare la gara.

## Squadre partecipanti
| N.      | Cod. | Squadra                     |
| ------- | ---- | --------------------------- |
| 1-8     | ALM  | AG2R La Mondiale            |
| 11-18   | TLJ  | Team Lotto NL-Jumbo         |
| 21-28   | LTS  | Lotto Soudal                |
| 31-38   | QST  | Quick-Step Floors           |
| 41-48   | ABS  | Aqua Blue Sport             |
| 51-58   | COF  | Cofidis                     |
| 61-68   | DEN  | Direct Énergie              |
| 71-78   | TFO  | Fortuneo-Oscaro             |
| 81-87   | RNL  | Roompot-Nederlandse Loterij |
| 91-98   | SVB  | Sport Vlaanderen-Baloise    |
| 101-108 | VWC  | Vérandas Willems-Crelan     |

| N.      | Cod. | Squadra                        |
| ------- | ---- | ------------------------------ |
| 111-118 | WGG  | Wanty-Groupe Gobert            |
| 121-128 | WVA  | WB Veranclassic Aqua Protect   |
| 131-138 | AAS  | Ago-Aqua Service               |
| 141-148 | ADT  | Armée de Terre                 |
| 151-158 | CIB  | Cibel-Cebon                    |
| 161-168 | TJI  | Joker Icopal                   |
| 171-178 | LPC  | Leopard Pro Cycling            |
| 181-188 | PSV  | Pauwels Sauzen-Vastgoeds.      |
| 191-198 | RLM  | Roubaix-Lille Métropole        |
| 201-208 | TIS  | Tarteletto-Isorex              |
| 211-218 | PCW  | T.Palm-Pôle Continental Wallon |

## Ordine d'arrivo (Top 10)
| Pos. | Corridore             | Squadra         | Tempo    |
| ---- | --------------------- | --------------- | -------- |
| 1    | Jasper De Buyst       | Lotto Soudal    | 4h11'23" |
| 2    | Matteo Trentin        | Quick-Step      | s.t.     |
| 3    | Tom Devriendt         | Wanty-Gobert    | s.t.     |
| 4    | Jérôme Mainard        | Armée de Terre  | a 7"     |
| 5    | Amund Grøndahl Jansen | Lotto-Jumbo     | s.t.     |
| 6    | Rémi Cavagna          | Quick-Step      | s.t.     |
| 7    | Andrea Pasqualon      | Wanty-Gobert    | s.t.     |
| 8    | Petr Vakoč            | Quick-Step      | a 11"    |
| 9    | Alex Kirsch           | WB Veranclassic | a 1'42"  |
| 10   | Oliver Naesen         | AG2R            | s.t.     |